# Левково (Холм-Жирковский район)
Левково — посёлок в Холм-Жирковском районе Смоленской области России. Входит в состав Игоревского сельского поселения. Население — 12 жителей (2007 год). 
Расположена в северной части области в 12 км к юго-западу от Холм-Жирковского, в 32 км севернее автодороги М1 «Беларусь». В 2 км севернее посёлка расположена железнодорожная станция Игоревская на линии Дурово — Владимирский Тупик. 

## История
В годы Великой Отечественной войны посёлок была оккупирована гитлеровскими войсками в октябре 1941 года, освобождена в марте 1943 года.